# World Series of Poker 1973
De World Series of Poker 1973 werd gehouden in de Binion's Horseshoe in Las Vegas van 4 mei t/m 15 mei. Het was de 4de editie van de World Series of Poker, het grootste pokerevenement ter wereld.

## Toernooien
| Event                      | Winnaar                | Prijs   |
| -------------------------- | ---------------------- | ------- |
| $1.000 Razz                | Sam Angel              | $32.000 |
| $3.000 Deuce to Seven Draw | Aubrey Day             | $16.500 |
| $1.000 No Limit Hold'em    | Walter "Puggy" Pearson | $17.000 |
| $4.000 Seven-Card Stud     | Walter "Puggy" Pearson | $32.000 |
| $3.000 Deuce to Seven Draw | Jack Straus            | $16.500 |
| Ace to Five Draw           | Joe Bernstein          | $21.000 |
| Five Card Stud             | Bill Boyd              | $10.000 |

## Main Event
Het Main Event was het grootste toernooi van de WSOP van 1973. Het is een 10.000 dollar No-Limit Texas Hold'em toernooi. De winnaar van dit toernooi wordt gezien als de officieuze wereldkampioen poker. Er deden in totaal 13 spelers mee.

### Finaletafel
| Positie | Naam                   | Prijs    |
| ------- | ---------------------- | -------- |
| 1       | Walter "Puggy" Pearson | $130.000 |
| 2       | Johnny Moss            | Geen     |
| 3       | Jack Straus            | Geen     |
| 4       | Bobby Brazil           | Geen     |
| 5       | Bob Hooks              | Geen     |
| 6       | Brian "Sailor" Roberts | Geen     |